# مايكل تاكر
مايكل تاكر (بالإنجليزية: Michael Tucker)‏ هو ممثل أمريكي، ولد في 6 فبراير 1945 ببالتيمور في الولايات المتحدة.

## أعمال

### أفلام
- (1978) امرأة غير متزوجة

## وصلات خارجية
- مايكل تاكر على موقع IMDb (الإنجليزية)
- مايكل تاكر على موقع ألو سيني (الفرنسية)
- مايكل تاكر على موقع أول موفي (الإنجليزية)
- مايكل تاكر على موقع قاعدة بيانات برودواي على الإنترنت (الإنجليزية)
- مايكل تاكر على موقع قاعدة بيانات الأفلام السويدية (السويدية)
- مايكل تاكر على موقع إن إن دي بي (الإنجليزية)
- مايكل تاكر على موقع قاعدة بيانات الفيلم (الإنجليزية)
- مايكل تاكر على موقع كينوبويسك (الروسية)